# Iodbenzoesäuren
| Gefahrensymbol | Gefahrensymbol |

| keine GHS-Piktogramme |

| Gefahrensymbol |

Die Iodbenzoesäuren bilden in der Chemie eine Stoffgruppe, die sich sowohl von der Benzoesäure als auch vom Iodbenzol ableitet. Die Struktur besteht aus einem Benzolring mit angefügter Carboxygruppe (–COOH) und Iod (–I) als Substituenten. Durch deren unterschiedliche Anordnung ergeben sich drei Konstitutionsisomere mit der Summenformel C7H5IO2.

## Darstellung
Die Iodbenzoesäuren können aus den entsprechenden Aminobenzoesäuren durch Diazotierung und anschließende Zugabe von Iodidlösungen dargestellt werden (Sandmeyer-Reaktion).

## Eigenschaften
Die Iodbenzoesäuren sind kristalline Feststoffe. Die Schmelzpunkte unterscheiden sich deutlich. Die 4-Iodbenzoesäure, die die höchste Symmetrie aufweist, besitzt den höchsten Schmelzpunkt. Die Iodbenzoesäuren weisen aufgrund des −I-Effekts des Iodsubstituenten eine höhere Acidität im Vergleich zur Benzoesäure auf. Die pKs-Werte sind daher entsprechend niedriger (Benzoesäure: 4,20).